# The Story of the Clash, Volume 1
The Story of the Clash, Volume 1 – album kompilacyjny zespołu The Clash zawierający jego najbardziej znane nagrania z lat 1977–1982.

## Utwory

### Dysk 1
1. „The Magnificent Seven” (The Clash) – 4:27
2. „Rock the Casbah” (The Clash) – 3:42
3. „This Is Radio Clash” (The Clash) – 4:10
4. „Should I Stay or Should I Go” (The Clash) – 3:06
5. „Straight to Hell” (The Clash) – 5:30
6. „Armagideon Time” (Willi Williams/Jackie Mittoo) – 3:50
7. „Clampdown” (Strummer/Jones) – 3:50
8. „Train in Vain” (Strummer/Jones) – 3:10
9. „The Guns of Brixton” (Simonon) – 3:12
10. „I Fought the Law” (Sonny Curtis) – 2:35
11. „Somebody Got Murdered” (The Clash) – 3:34
12. „Lost in the Supermarket” (Strummer/Jones) – 3:47
13. „Bankrobber” (Strummer/Jones) – 4:31

### Dysk 2
1. „(White Man) In Hammersmith Palais” (Strummer/Jones) – 3:58
2. „London's Burning” (Strummer/Jones) – 2:09
3. „Janie Jones” (Strummer/Jones) – 2:04
4. „Tommy Gun” (Strummer/Jones) – 3:14
5. „Complete Control” (Strummer/Jones) – 3:12
6. „Capital Radio One” (Strummer/Jones) – 5:18
7. „White Riot” (Strummer/Jones) – 1:59
8. „Career Opportunities” (Strummer/Jones) – 1:51
9. „Clash City Rockers” (Strummer/Jones) – 3:57
10. „Safe European Home” (Strummer/Jones) – 3:49
11. „Stay Free” (Strummer/Jones) – 3:37
12. „London Calling” (Strummer/Jones) – 3:18
13. „Spanish Bombs” (Strummer/Jones) – 3:18
14. „English Civil War” (trad./Strummer/Jones) – 2:34
15. „Police & Thieves” (Junior Murvin/Lee „Scratch” Perry) – 6:00